# Joan Pere Ribas
Joan Pere Ribas (?) fou organista de la basílica de Santa Maria de Castelló d'Empúries des del 1668 fins al 1675.
Ribas rebia el seu sou de l'Ajuntament, el qual ostentava el patronatge del magisteri. Havia de realitzar les mateixes funcions que la resta dels comunitaris, però a més de tenir cura de l'orgue —evitant que el toqués algú sense permís—, i en funció de les vicissituds econòmiques del moment, havia d'assumir les funcions del magisteri de la Capella de Música, repartia les partitures i les guardava després a l'arxiu. La seva assumpció de les tasques del magisteri comportava la formació dels infants cantors i l'ensenyament del cant pla als residents.